# Weddingstedt
Weddingstedt er en by og kommune i det nordlige Tyskland, beliggende i Amt Kirchspielslandgemeinde Heider Umland i den centrale del af Kreis Dithmarschen. Kreis Dithmarschen ligger i den sydvestlige del af delstaten Slesvig-Holsten.

## Geografi
Weddingstedt er beliggende på en gest ved randen af marsken. I kommunen ligger ud over Weddingstedt, landsbyerne Borgholz, Waldstedt og Weddinghusen.